# 武石浩玻

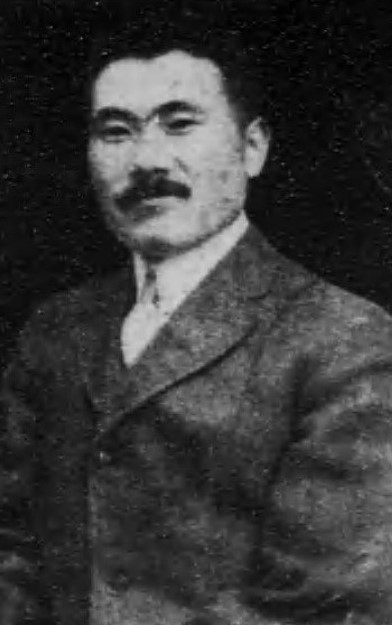
武石浩玻

武石 浩玻（たけいし こうは、1884年（明治17年）10月20日 - 1913年（大正2年）5月4日）は日本の飛行家。日本の民間飛行家として最初の航空事故による犠牲者でもある。本名は道之介。

## 経歴
茨城県那珂郡勝田村大字勝倉（現在のひたちなか市勝倉）出身。武石家は水戸佐竹藩の家老職を務めた家柄であったが、水戸徳川家では庄屋に任じられていた。
1902年（明治35年）3月、茨城県尋常中学校（現在の茨城県立水戸第一高等学校）の卒業試験を終えるなり卒業式には出ずに、横浜港から海外へ飛び出し、商船のボーイを務めながらヨーロッパへ渡り、更に翌1903年（明治36年）には郷土の代議士・根本正からの紹介状を得て渡米した。
職業を転々としながら放浪を続け、イェール大学に入学するも中退。1910年（明治43年）、ユタ州ソルトレイクシティで『ロッキー時報』という邦字新聞の主筆を務めながらユタ大学に通学していた。この頃、天郊と号し「放浪詩人」としての面を持っていたと言われるが、同年1月に国際飛行大会を見学して、飛行高度や距離の記録を樹立し観衆から喝采を受けたフランスの飛行家ルイ・ポーランの姿に感動し、飛行家を志す。
当初はライト飛行学校に入学したが、1912年（明治45年）2月2日にグレン・カーチスが経営する飛行技術学校に転じる。悪天候や機体の破損の影響により、2ヶ月半の訓練期間で練習ができたのは42日間で、1マイル以上の飛行を行ったのは98回であったが、同年5月1日に操縦試験を合格し（着陸の合格条件は指定位置の50メートル以内である所、武石は60～90センチメートルに収めたという）、飛行免状（第122号）を獲得。1月に合格した滋野清武、4月に合格した近藤元久に次ぐ、日本の民間人として三番目の飛行家となった。
1913年（大正2年）4月7日、現地で購入・改造した飛行機と共に日本に帰国。
同年5月4日午前10時22分、武石は鳴尾競馬場を愛機で飛び立ち大阪・京都間の都市間連絡飛行に挑むが、午後0時55分、久邇宮邦彦王をはじめ数万人が注視する中で深草練兵場への着陸に失敗。武石は粉砕した機体の外に人事不省の状態で投げ出されており、直ちに深草衛戍病院に搬送されたが、午後2時に絶命した。享年28。
同年12月、母校にあたる水戸中学校に、長岡十六師団長らの協力を得て、飛行服をまとい手袋をつける姿を再現した、五尺六寸の等身大の武石の銅像が建立と、サンフランシスコの邦字紙「日米新聞」が報じる。除幕式は21日午前11時、建設総務菊池謙二郎の式辞、羽織袴姿の甥の信行による除幕、塙七平による事務報告、兄如陽の謝辞、岡田県知事、竹下二十七旅団長らの祝辞等があり、来賓は二百名以上とホノルルの邦字紙「日布時事」が報じる
民間飛行家として最初に日本の空を飛んだ人物であり、民間飛行家の日本における最初の犠牲者でもある（アメリカでは前年に近藤元久が犠牲となっている）。武石の死亡事故は、当時練兵場を所管する第16師団の師団長であった長岡外史や後に日本航空輸送研究所を興した井上長一に影響を与えた。
なお、「『白鳩号』に乗って墜落死した」と書かれている資料が多いが、これは事故後、久邇宮邦彦王によって付けられた名前であり、浩玻の生前は飛行機に名前はなかった。また、「白鳩」であり、「白鳩号」ではない。

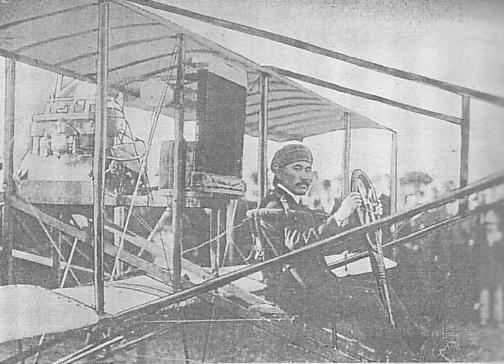
武石浩玻とその愛機
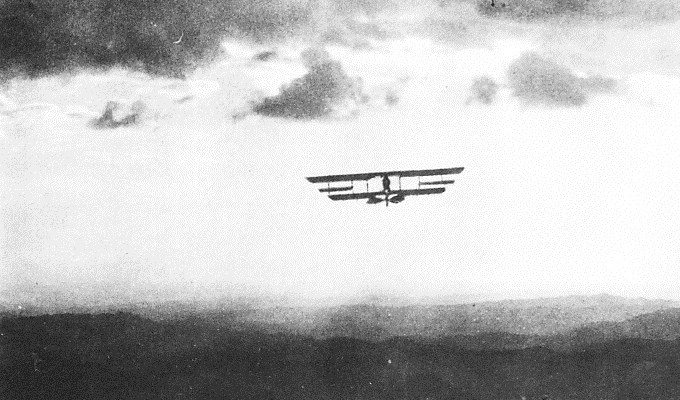
武石浩玻機（事故5分前・京都府八幡上空）
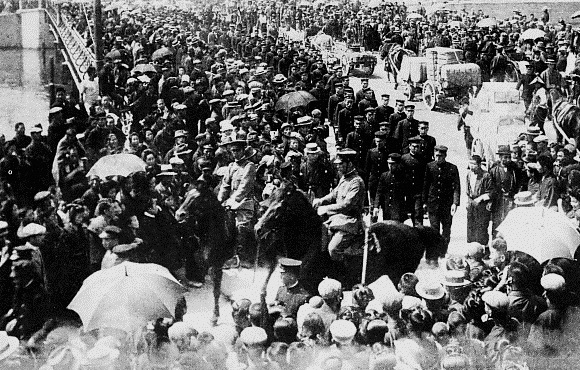
武石浩玻の葬儀（大阪）
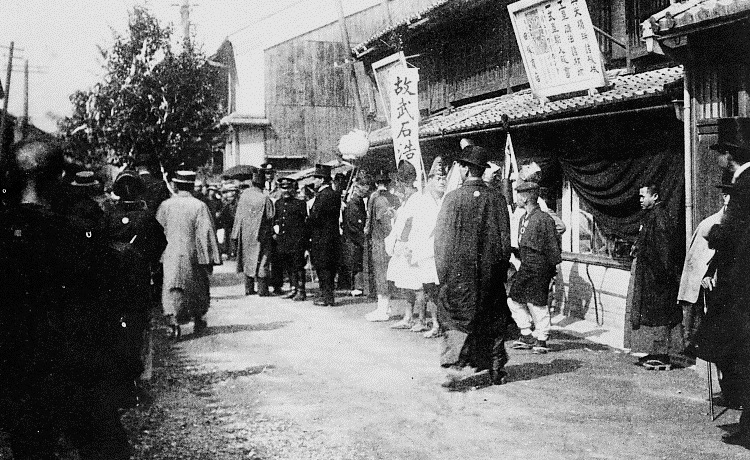
武石浩玻の葬儀（水戸）